# 哈里·加赛德
哈里·加赛德（英語：Harry Garside，1997年7月22日—），澳大利亚男子拳击运动员。他曾代表澳大利亚参加2020年夏季奥林匹克运动会拳击比赛，获得男子63公斤级铜牌。